# داناچی
داناچی (به لاتین: Danaçı) یک منطقه مسکونی در جمهوری آذربایجان است که در شهرستان زاقاتالا واقع شده است. داناچی ۶۷۹۶ نفر جمعیت دارد.